# باند (کلرادو)
باند (به انگلیسی: Bond) یک منطقهٔ مسکونی در ایالات متحده آمریکا است که در شهرستان ایگل، کلرادو واقع شده‌است. باند ۱۸۳ نفر جمعیت دارد و ۲٬۰۱۲ متر بالاتر از سطح دریا واقع شده‌است.